# Quenuir
Quenuir es una aldea costera de Chile ubicada en la comuna de Maullín, Región de Los Lagos. Tras el terremoto y maremoto del 22 de mayo de 1960, el asentamiento original de Quenuir —sector conocido actualmente como Quenuir Bajo— se trasladó unos kilómetros más al norte, en lo que hoy se conoce como Quenuir Alto. La principal actividad que se desarrolla en el lugar es la extracción de productos del mar. Al 2017, cuenta con 765 habitantes.

## Historia
La historia de Quenuir se remonta a muchos años antes del terremoto y maremoto del 22 de mayo de 1960 que destruyó el pueblo original.[cita requerida] Los sobrevivientes de la catástrofe abandonaron definitivamente lo que quedó del antiguo Quenuir y se trasladaron donde se encuentra ahora, un lugar de mayor altura y seguridad. Se instalaron con lo poco que pudieron rescatar, ayudados por vecinos campesinos y de Caritas Chile.[cita requerida]
La escuela se instaló en la única casa existente por entonces, propiedad de Vicente Cárcamo, con dos profesoras también supervivientes del maremoto, María Hermosilla y Eliana Payahuala; ya que, Hilda Hunquén pereció en el maremoto. [cita requerida] Por entonces se llamaba Escuela Coeducacional Nº 14. 
En 1962 Quenuir vuelve a levantarse como Quenuir Alto con 30 casas habitaciones Corvi, la nueva escuela, retén de Carabineros, más tres casas particulares, pertenecientes a René Serón, Augusto Miranda y Valentín Paredes, situadas en terrenos donados por Vicente Cárcamo.
Quenuir Alto de a poco fue creciendo y dejando atrás el pasado. Como primer paso dejaron de llamarle «Quenuir Perdido» al otro lugar, cambiando el nombre por Quenuir Bajo. Construyeron nuevamente la iglesia católica y el cementerio para trasladar a sus deudos que habían sido enterrados en un cementerio provisorio en un lugar llamado El Tallo, tanto a los que fallecieron para el terremoto como a los que rescataron del mar que estaban en el cementerio del otro pueblo, el cual también fue destruido por el maremoto y que provocó que las urnas más recientes salieran de sus fosas y vararan en las cercanías de El Tallo y Cululil.[cita requerida]
Luego se organizaron en clubes deportivos, comités de trabajos, centros de madres, juntas de vecinos y reorganizaron la brigada de marinos Piloto Pardo. Además se creó la banda de guerra del mismo nombre y muchas otras instituciones.[cita requerida] Construyeron una posta de primeros auxilios, sedes sociales, cuerpo de Bomberos. La escuela cambió de nombre a Escuela G-654 Quenuir. En 1978 se instaló luz eléctrica, y enseguida se construyó la ruta terrestre que une Quenuir con Los Muermos. Antes se contaba solo con vía fluvial, una lancha de recorrido hasta Maullín solo tres veces por semana, lunes, miércoles y viernes.
En la década de los 90 el establecimiento educacional cambió de nombre a Escuela Hilda Hunquén, en homenaje a la maestra fallecida durante el maremoto. Los restos de Hilda Hunquén se encuentran en el cementerio de Cululil, lugar ubicado al otro lado del río Quenuir.

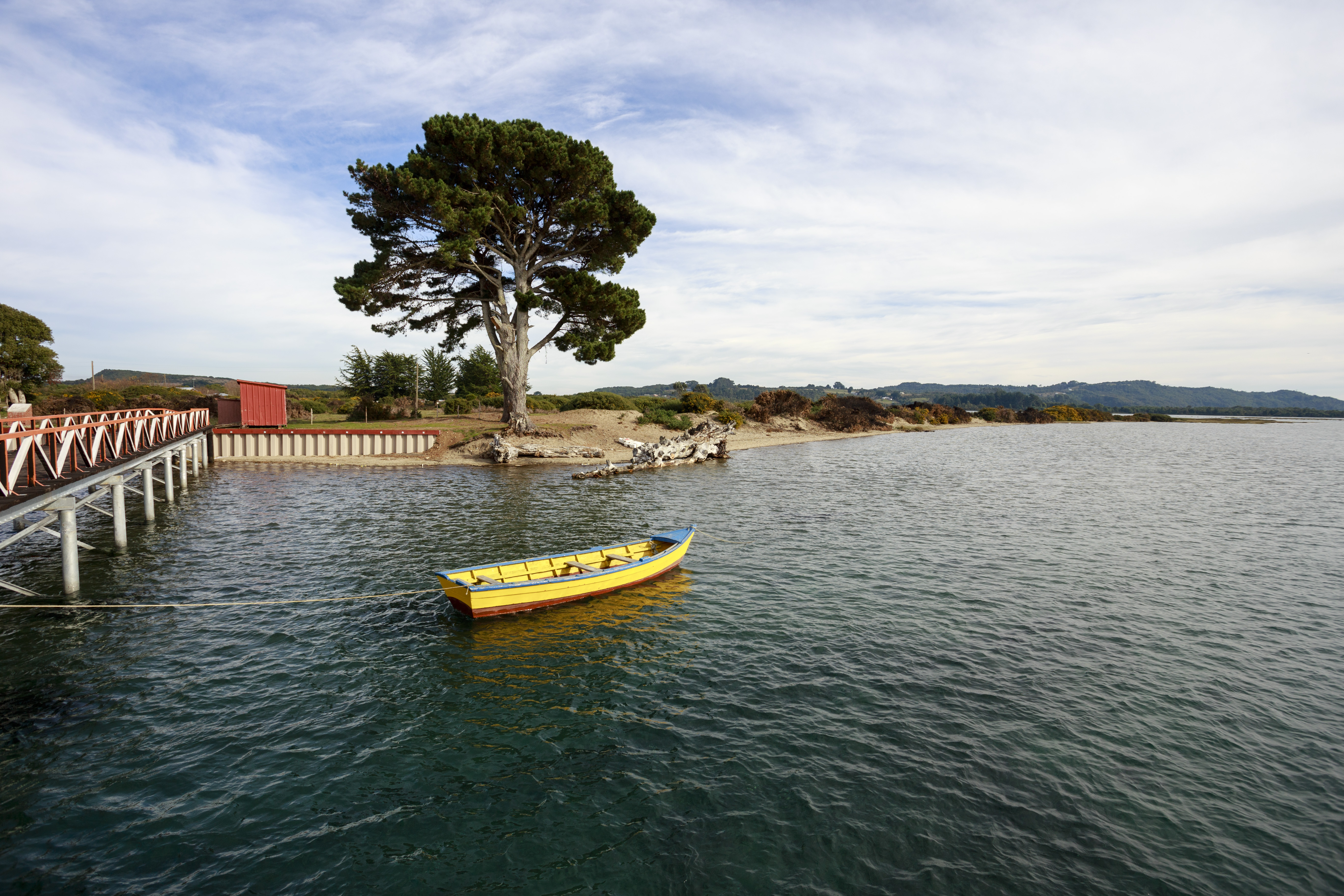
Quenuir Bajo, 2016.

Actualmente Quenuir cuenta con todos los servicios básicos, luz eléctrica, agua potable, ronda médica una vez por semana, locales comerciales, telefonía fija y móvil, Internet, movilización vía terrestre y marítima dos veces al día. Su cercanía con el océano Pacífico hace que sus playas sean extensas.
La escuela Hilda Hunquén cuenta actualmente con una dotación de nueve profesores básicos, incluyendo el director y una educadora de párvulos, y atiende a 163 alumnos desde pre-kínder a octavo año de educación básica, además de ocho personas entre el personal asistentes de la educación y manipuladoras de alimentos.

## Economía
Una de las principales actividades en esta localidad es la extracción y procesamiento de productos del mar, tales como piures, machas y locos, que luego son vendidos en la feria de Angelmó de Puerto Montt.